# Filippo Castagna
Filippo Castagna (malt. Filippu Castagna; ur. 19 listopada 1765, zm. 26 stycznia 1830) – maltański polityk końca XVIII i początku XIX wieku.

## Życiorys
Filippo Castagna urodził się 19 listopada 1765 w przysiółku zwanym Qajjenza, będącym wówczas w granicach Għaxaq, a dziś należącym do Birżebbuġy.

Na początku francuskiej okupacji Malty wielu wybitnych Maltańczyków zasmuconych lekceważącym zachowaniem Rycerzy, początkowo współpracowało z Francuzami, mając nadzieję na lepsze czasy. Wśród nich był Castagna, który został wybrany na reprezentanta gmin Żurrieq, Safi, Kirkop i Gudja w nowym podziale administracyjnym Malty.

Kiedy we wrześniu 1798 wybuchł bunt przeciwko francuskim rządom Castagna wsparł sprawę powstańców i brał udział w odbiciu wieży św. Tomasza z rąk Francuzów. 18 lutego 1799 został wybrany na przedstawiciela Gudji przy powstańczym Consiglio Popolare. Został także mianowany inspektorem fortyfikacji przez brytyjskiego komisarza cywilnego Alexandra Balla.
Po kapitulacji Francuzów i ustanowieniu Malty Protektoratem Brytyjskim, Castagna został mianowany luogotenente Isli, Birgu i Bormli. Punkt 10 traktatu w Amiens zapowiadał ponowne oddanie wyspy pod władanie Zakonu. Większość Maltańczyków nie była tym zachwycona, i w listopadzie 1801 udała się do Londynu delegacja, aby zaprotestować, a w razie potrzeby poprosić o całkowitą niepodległość Malty. Jednym z członków tej delegacji był Filippo Castagna.
Po śmierci Emmanuele Vitale w 1802 Castagna został mianowany gubernatorem Gozo i piastował to stanowisko do jego zniesienia w 1814.
Filippo Castagna przeszedł na emeryturę w 1814 i przeniósł się do domu w St. George’s Bay w dzisiejszej Birżebbuġy (wówczas, do 1913 Għaxaq). Zmarł 26 stycznia 1830 po długiej chorobie i został pochowany w kościele parafialnym w Għaxaq.